# طائر الكركي يحلق
طائر الكركي يحلق هو فيلم سوفيتي يدور حول الحرب العالمية الثانية من إخراج ميخائيل كالاتوزوف وبطولة تاتيانا سامويلوفا، أليكسي باتالوف وفاسيلي ميركورييف، صدر الفيلم في 21 مارس 1960.

## روابط خارجية
- طائر الكركي يحلق على موقع IMDb (الإنجليزية)
- طائر الكركي يحلق على موقع روتن توميتوز (الإنجليزية)
- طائر الكركي يحلق على موقع نتفليكس (الإنجليزية)
- طائر الكركي يحلق على موقع قاعدة بيانات الأفلام العربية
- طائر الكركي يحلق على موقع ألو سيني (الفرنسية)
- طائر الكركي يحلق على موقع أول موفي (الإنجليزية)
- طائر الكركي يحلق على موقع فيلمافينيتي (الإسبانية)
- طائر الكركي يحلق على موقع قاعدة بيانات الأفلام السويدية (السويدية)
- طائر الكركي يحلق على موقع قاعدة بيانات الفيلم (الإنجليزية)
- طائر الكركي يحلق على موقع ليتربوكسد (الإنجليزية)